# Latina (tỉnh)
Tỉnh Latina (Tiếng Ý: Provincia di Latina) là một tỉnh ở vùng Lazio của Ý. Tỉnh lỵ là thành phố Latina.
Tỉnh này có diện tích 2.251 km², và tổng dân số là 519.850 người (2005). Có 33 đô thị (danh từ số ít tiếng Ý:comune) ở trong tỉnh này  Lưu trữ ngày 7 tháng 8 năm 2007 tại Wayback Machine, xem Các đô thị tỉnh Latina.
Các đô thị chính xếp theo dân số là:
| Đô thị                | Dân số  |
| --------------------- | ------- |
| Latina                | 112.533 |
| Aprilia               | 63.265  |
| Terracina             | 42.669  |
| Formia                | 36.822  |
| Fondi                 | 35.115  |
| Cisterna di Latina    | 33.108  |
| Sezze                 | 22.859  |
| Gaeta                 | 21.541  |
| Minturno              | 18.366  |
| Sabaudia              | 17.581  |
| Priverno              | 13.728  |
| Pontinia              | 13.517  |
| Cori                  | 10.808  |
| Itri                  | 9.238   |
| San Felice Circeo     | 8.212   |
| Sermoneta             | 7.083   |
| Sonnino               | 7.056   |
| Santi Cosma e Damiano | 6.678   |
| Monte San Biagio      | 6.106   |

## Lịch sử
Tỉnh Latina được lập ngày 18 tháng 12 năm 1934, bao gồm nhiều vùng của Agro Pontino trước đó thuộc tỉnh Roma. Tỉnh này bao gồm quần đảo Pontine và các dãy núi Aurunci, Lepini và Ausoni. Cảng Gaeta và Formia ở cực nam của tỉnh về mặt truyền thống và ngôn ngữ thị thuộc Campania.